# Jens Pfahl
Jens Pfahl (* 16. September 1960 in Magdeburg) ist ein ehemaliger deutscher Fußballspieler, der bei Stahl Riesa, der BSG und dem BSV Stahl Brandenburg und Fortuna Köln aktiv war.

## Sportliche Laufbahn

### Gemeinschafts-, Club- und Vereinsstationen
Jens Pfahl begann 1967 seine fußballerische Laufbahn mit seinem Bruder Ingolf Pfahl bei der BSG Lokomotive Riesa unter DHfK-Trainer Rudolf Schneider. Von 1970 bis 1974 war er bei der BSG Stahl Riesa aktiv, bevor Pfahl zur SG Dynamo Dresden delegiert wurde. Ende der 1970er-Jahre rückte er bei den Dresdnern ins Aufgebot der Nachwuchsoberligamannschaft. Mit dieser Elf wurde er 1978/79 DDR-Meister und Pfahl konnte sich – jeweils mit 16 Treffern – 1979/80 (zusammen mit Frank Teubel vom 1. FC Lok Leipzig) und 1980/81 als Torschützenkönig dieser Spielklasse auszeichnen.
In der Spielzeit 1982/83 wurde Pfahl erstmals im Oberligakader der Dresdner Dynamos eingesetzt, konnte sich aber dort nicht dauerhaft durchsetzen. Debütiert hatte er 6. Spieltag beim 6:1-Heimsieg gegen die BSG Chemie Böhlen. Im Sommer 1983 kehrte die Offensivkraft zur BSG Stahl Riesa zurück, bei der Pfahl über mehrere Jahre zu einer festen Größe wurde. Bis 1988 erzielte er für Stahl Riesa in der DDR-Oberliga insgesamt 54 Treffer, damit ist Pfahl der erfolgreichste Torjäger der Riesaer Oberligageschichte. In der Saison 1986/87 belegte er mit 15 Treffern hinter Frank Pastor den zweiten Rang der Torschützenliste und hielt die abstiegsbedrohte BSG fast im Alleingang in der Oberliga. In der Folgesaison belegte Pfahl mit 13 Toren den dritten Rang, der Abstieg von Stahl Riesa konnte aber nicht mehr verhindert werden. Ein weiteres halbes Jahr, in dem er in 16 Spielen 9 Treffer erzielte, hielt er den Stahlwerkern auch in der Zweitklassigkeit die Treue.
Im Januar 1989 wechselte Jens Pfahl zum Oberligisten Stahl Brandenburg. In Brandenburg konnte der Stürmer nicht mehr die Riesaer Torquoten erreichen. In der letzten Oberligasaison setzte sich Pfahl mit den Havelstädtern innerhalb der Qualifikationsrunde gegen den FC Berlin, Union Berlin und den 1. FC Magdeburg durch und stieg in die 2. Fußball-Bundesliga auf. 1991 wechselte Pfahl innerhalb der 2. Bundesliga zu Fortuna Köln, in der Folgesaison noch einmal kurzzeitig zu Darmstadt 98. Mit dem SV Wilhelmshaven gelang ihm 1994 der Aufstieg in die neu gegründete damals drittklassige Regionalliga. Im Anschluss an die Saison 1996/97 verliert sich die Spur von Pfahl im höherklassigen Fußball.

### Auswahleinsätze
Auf internationaler Ebene absolvierte der damals im Mittelfeld agierende Pfahl 20 Länderspiele für die DDR-Juniorennationalmannschaft. Mit der ostdeutschen U-18 belegte das Dresdner Talent bei den Jugendwettkämpfen der Freundschaft vor heimischer Kulisse im Sommer 1978 den 2. Platz. Für das UEFA-Juniorenturnier, die inoffizielle Europameisterschaft dieser Altersklasse, konnten sich die Junioren des DFV im Frühjahr 1979 nicht qualifizieren.

### Statistik
- DDR-Oberliga: 170 Spiele (72 Tore)
- 2. Fußball-Bundesliga: 29 Spiele (5 Tore)